# República Democrática da Armênia
A República Democrática da Armênia (português brasileiro) ou República Democrática da Arménia (português europeu) (RDA; em armênio: Դեմոկրատական Հայաստանի Հանրապետություն; Demokratakan Hayastani Hanrapetutyun), também conhecida como Primeira República da Armênia, foi um Estado nacional na região do Cáucaso, primeiro estabelecimento moderno de uma república armênia. O colapso do império czarista russo depois da Revolução Russa de 1917 permitiu que a Federação Revolucionária Armênia criasse uma nova república, na qual a liderança e os 103 delegados do antigo reino dos Romanov (dum total de 203) pertenciam ao partido. No momento de sua criação, fazia fronteira com a República Democrática da Geórgia ao norte, com o Império Otomano a oeste, o Império Qajar ao sul, e a República Democrática do Azerbaijão a leste.
Em 1918, a jovem república enfrentou o Império Otomano, durante a Campanha do Cáucaso, que concluiu com o Tratado de Batum. Este tratado foi o primeiro acordo internacional da república e foi assinado no mesmo dia da declarações internacional. Com a derrota do Império Otomano no fim da Primeira Guerra Mundial, o presidente americano Woodrow Wilson propôs, na Conferência de Paz de Paris, expandir as fronteiras da RDA para que incluíssem regiões historicamente Armênias, que passaram a ser conhecidas como "Armênia Wilsoniana" - o que foi ratificado posteriormente pelo Tratado de Sèvres. No entanto, estes acordos nunca foram postos em prática e o destino destes territórios foi determinado pelo Tratado de Alexandropol, depois pelo Tratado de Carse e, finalmente, pelo Tratado de Lausanne.
Em 1920, a RDA administrava uma área que cobria a maior parte da atual Armênia e das províncias de Carse e Eder, dos distritos de Çıldır e Göle na província de Ardacane, enquanto as regiões de Naquichevão, Alto Carabaque, Zangezur (atual província armênia de Siunique), e Qazakh eram disputadas com o Azerbaijão. A região de Oltu, administrada brevemente pela Geórgia naquele ano, também era reclamada pela RDA. A área de maioria étnica armênia em Lorri também foi disputada com a Geórgia. O exército armênio conseguiu controlar todas estas regiões, com a exceção do Karabakh, que nunca chegou a ficar inteiramente fora do domínio do Azerbaijão.
O jovem Estado se viu diante de problemas internos e externos fatais. Logo depois do colapso do Estado independente armênio, os exércitos vermelhos da República Socialista Federativa Soviética da Rússia invadiram e incorporaram a RDA à República Socialista Federativa Soviética Transcaucasiana (RSFST). Em 1922, Josef Stalin, Comissário-Atuante de Nacionalidades para a União Soviética cedeu o Nagorno-Karabakh para o Azerbaijão como um óblast autônomo, enquanto as áreas de Qazakh e do corredor de Artsvashen foram cedidas ao Azerbaijão em 1931. A Armênia, por sua vez, recebeu Lorri da Geórgia naquele mesmo ano. Com a dissolução da RSFST em 1936, a Armênia, com as mesmas fronteiras que apresenta hoje em dia, foi proclamada uma república soviética.

## Estabelecimento
A ideia de independência passou a florescer a partir da ofensiva russa de 1916 e a subsequente ocupação da parte oriental da Anatólia (ou Armênia Ocidental) (ver: Administração da Armênia Ocidental), incluindo a maior parte das províncias de Vã, Bitlisse e Erzurum e das regiões costais do mar Negro (Trebizonda). Esta ideia armênia de se ver livre do jugo do Império Otomano motivou muitos armênios a se juntarem ao Exército Imperial Russo nesta empreitada; porém, assim que a meta fora conquistada, os regimentos voluntários compostos de armênios que haviam participado nas ofensivas foram dispensados de suas formações. Ao voltarem, livres do domínio otomano, se depararam com a censura e a tirania dos russos.
Os armênios logo perceberam a lógica em todas estas atividades, após a revolução bolchevique de 1917. O regime czarista tinha pactos secretos, durante a guerra, com a Tríplice Entente, na partição do Império Otomano. Ao mesmo tempo que o regime czarista consentia com a partição do Oriente Médio, da Anatólia Ocidental e da Cilícia, também desejava trocar os residentes muçulmanos do norte da Anatólia e de Istambul com colonizadores cossacos. Não havia a intenção real de se fazer que o Planalto Armênio fosse realmente armênio. Os documentos que provavam estes fatos foram trazidos a público com a revolução de 1917 para ganhar o apoio da opinião pública armênia; não surpreendentemente, a maioria dos armênios viu com bons olhos o fim da dinastia Romanov.
Depois da implementação do Governo Provisório Russo, os armênios descobriram que os planos do Grão-Duque Nicolau, bem como os do Comitê Especial Transcaucasiano (em russo: ОЗАКОМ - особый Закавказский Комитет, transl. OZAKOM - osobyy Zakavkazskiy Komitet durante a República Democrática Federativa Transcaucasiana, com as promessas de ajudar os armênios dos campos de refugiados no Cáucaso a retornar para suas terras natais, não iriam ser postos em prática. As milhares de pessoas que haviam sido deslocadas durante as guerras retornaram e constataram que os soldados russos haviam retornado às suas próprias terras natais.
Foi a primeira conscientização moderna do nacionalismo armênio. As ambições crescentes do governo bolchevique cada vez combinavam menos com o seu slogan "paz sem anexações e indenizações". Ainda sob o domínio russo, os armênios realizaram um congresso nacional, em Tiblíssi, que contou com 203 delegados do antigo reino Romanov e 103 membros da Federação Revolucionária Armênia.
O Congresso Armênio dos Armênios Orientais desenvolveu políticas para controlar (diretamente) os esforços de guerra, e para dar suporte e repatriar os refugiados. O conselho passou uma lei organizando a defesa do Cáucaso contra os turcos, utilizando-se da grande quantidade de mantimentos e munição deixada com a partida do exército russo. O congresso também desenvolveu um estrutura local de controle e administração do Transcáucaso, e selecionou um comitê executivo permanente de quinze membros, conhecido como o Conselho Nacional Armênio, cujo líder era Avetis Aharonyan. A primeira tarefa do comitê foi o de preparar o terreno e proclamar a República Democrática da Armênia.

## Primeiro governo

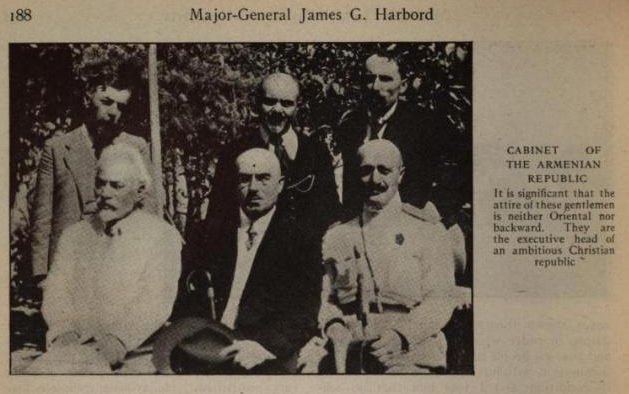
Membros do Primeiro Gabinete, durante a entrevista da James Guthrie Harbord para o relatório Harbord sobre o Oriente Médio.

A RDA teve quatro primeiros-ministros durante sua existência, todos pertencentes à Federação Revolucionária Armênia. Hovhannes Katchaznouni foi o primeiro deles. A Armênia independente também estabeleceu um Ministério do Interior, do qual a Polícia era uma parte integral; Aram Manougian foi o primeiro-ministro do Interior, e polícia armênica foi criada em 1918. Além de aplicar a lei e manter a ordem, o Ministério do Interior também era responsável, nesta fase inicial, pelas comunicações, pelos telégrafos, ferrovias e pelo sistema escolar público. O parlamento armênio passou uma lei sobre a polícia em 21 de abril de 1920, especificando a sua estrutura, jurisdição e responsabilidades.

## Primeira Guerra Mundial
Durante o primeiro ano da nova república, grandes números de armênios migraram da Anatólia, na procura de refúgios; as estradas foram tomadas por refugiados. A sudeste, em Vã, os armênios resistiram o exército turco até abril de 1918, porém foram forçados, eventualmente, a evacuar a região e fugir para a Pérsia. Quando os azeris se aliaram aos turcos, se apropriaram das linhas de comunicação, interrompendo a comunicação entre as sedes do Conselho Nacional Armênio em Bacu e Erevã da sede em Tiblíssi.

### Campanha do Cáucaso
Enquanto isso, o governo do Império Otomano se mobilizava para conquistar a amizade dos bolcheviques. A assinatura do tratado de amizade russo-otomano no início de 1918 ajudou Vehib Paşa a atacar a República Armênia. O general Tovmas Nazarbekian foi o comandante do fronte do Cáucaso, e Andranik Toros Ozanian assumiu o comando da Armênia dentro do Império Otomano. Sob forte pressão das forças do exército otomano aliadas a soldados irregulares curdos, as forças da República Armênia foram forçadas a recuar de Erzinjane até Erzurum. Vã foi abandonada também em 1918, e centenas de milhares de armênios seguiram as tropas que recuavam. Vehib Paxá também ocupou Trabizonda, onde os russos haviam deixado grandes quantidades de provisões e munição. As forças republicanas acabaram sendo evacuadas de Erzurum e Sarecamixe depois de resistir, nas chamadas batalhas de Carquilisse, Sardarapate e Aparã. Todos estes conflitos foram concluídos com o Tratado de Batum.

### Guerra Geórgio-Armênia

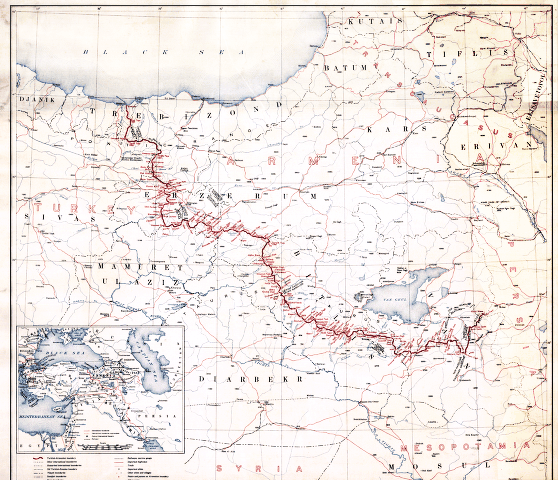
O Estado armênio proposto pelo Tratado de Sèvres

Em dezembro de 1918, a Armênia e a Geórgia se envolveram num breve conflito militar durante a disputa das terras pantanosas no distrito armênio de Lorri, havia sido capturado pelas forças georgianas depois da partida dos otomanos da área. As batalhas prosseguiram por duas semanas; apesar do sucesso inicial, a ofensiva armênia, liderada por Drastamat Kanayan, foi detida finalmente e a guerra foi evitada através da mediação britânica, que estabeleceu uma administração civil armeno-georgiana na "zona neutra de Lorri" (ou "Condomínio Shulavera")

### Guerras Armeno-Azeris
Desde que o período começou, com a declaração da Armênia e do Azerbaijão como Estados separados, logo depois da Revolução Russa de 1917, ocorreram diversos confrontos brutais entre ambas as nações, especialmente em 1918 e de 1920 a 1922.

### Tratado de Sèvres
O tratado de Sèvres foi assinado entre as Potências Aliadas e o Império Otomano em Sèvres, França, no dia 10 de agosto de 1920. O tratado tinha uma cláusula que forçava todos os signatários a reconhecer a Armênia como um Estado livre e independente. As fronteiras traçadas para a república no tratado refletiam os esforços dos armênios para derrotar os otomanos na Campanha do Cáucaso. Embora o tratado tenha sido assinado por membros do governo otomano, o sultão Mehmed VI nunca assinou o tratado, motivo pelo qual ele nunca foi posto em prática. Os Revolucionários Turcos iniciaram um Movimento Nacional Turco que, por sua vez, entrou em conflito com os interesses da RDG.

## Pós-Primeira Guerra Mundial

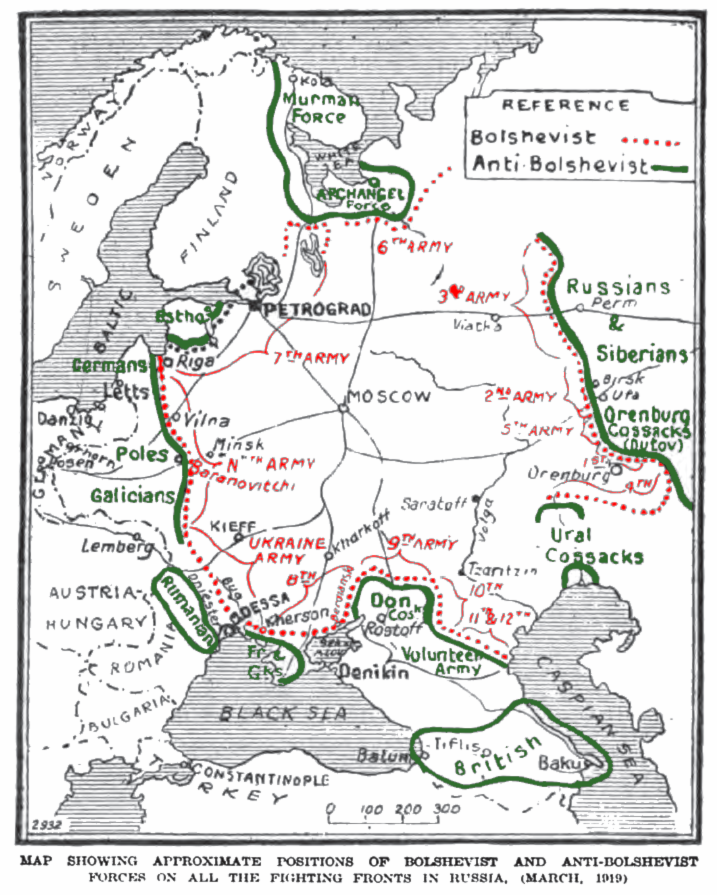
Localização das forças armadas regionais depois do Armistício de Mudros

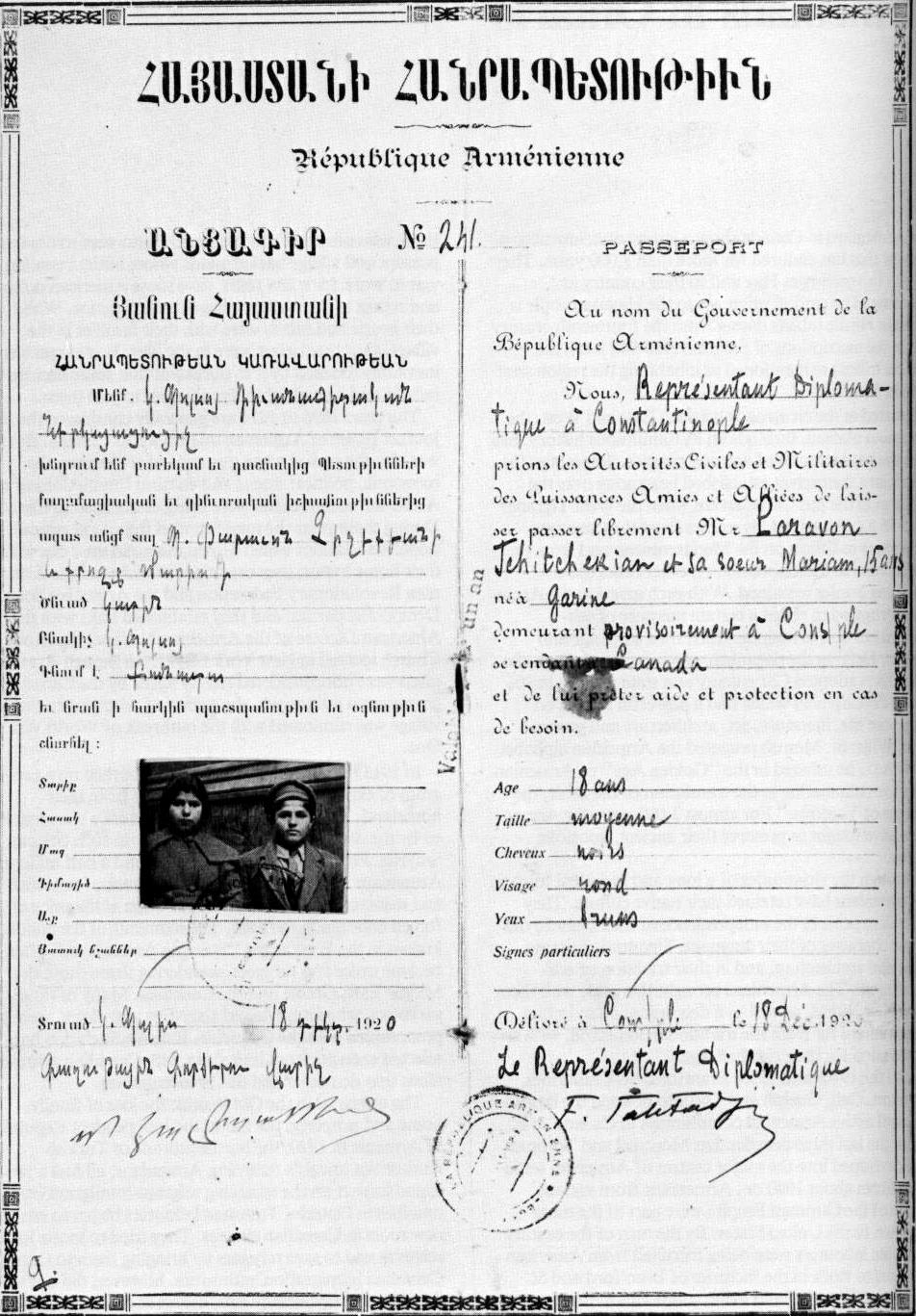
Passaporte armênio expedido em Constantinopla para dois adolescentes que se dirigiram ao Canadá em 1920

Os ataques do Império Otomano contra a RDA terminaram com o Tratado de Batum. Este tratado não dava qualquer liberdade ao governo de Hovhannes Katchaznouni. Em 30 de outubro de 1918 os otomanos assinaram o Armistício de Mudros, que autorizou as forças britânicas a desembarcar em Batum e Bacu e ocupar a Ferrovia Transcaucasiana. A RDA encontrou uma solução para seus problemas com o Império Otomano através do auxílio das tropas britânicas; após o recuo das tropas otomanas da região, o exército armênio pôde avançar e o território da república triplicou de tamanho.
Com o envolvimento das tropas britânicas, os bolcheviques passaram a hostilizar a Federação Revolucionária Armênia. Em 26 de julho de 1918 os bolcheviques perderam o poder após serem acintosamente derrotados nas eleições do Soviete de Bacu; um novo governo, conhecido como Ditadura Centro-Cáspia (Diktatura Tsentrokaspiya) foi formado, com uma representação armênia, e as forças britânicas sob o general Thompson ocuparam Bacu no mesmo dia. O Comissário de Bacu Stepan Shahumyan foi executado pelas tropas britânicas em setembro daquele ano; enquanto a situação estava se complicando em Bacu, surgiu a República do Sudoeste do Cáucaso, liderada por Fakhr al-Din Pirioghlu, centrada em Carse. Seu território viria a incluir as regiões de Carse e Batum, partes do distrito de Erevã na província homônima, e os distritos de Akhaltsikhe e Akhalkalaki, na província de Tiblíssi. Este Estado co-exisitu com o governo britânico geral criado durante a intervenção da Entente no Transcáucaso; foi abolida por Somerset Arthur Gough-Calthorpe, almirante do Alto Comissariado Britânico, e seus territórios foram entregues à RDA.

### Estabelecimento da ordem
Durante o ano de 1919, os líderes da República Democrática da Armênia tiveram de lidar com problemas em três âmbitos: no doméstico, regional e internacional. O Congresso Armênio dos Armênios Orientais, que havia tomado o poder em 1918, foi dissolvido e, em junho de 1919, as primeiras eleições nacionais foram realizadas. Entre as dificuldades enfrentadas, estavam a presença de diversas minorias étnicas no território, como os azeris e curdos.
Durante a década de 1920, que começou sob o governo de Hovannes Kachaznuni, armênios do antigo Império Russo e dos Estados Unidos desenvolveram um sistema judicial.
Janeiro de 1919 foi um marco importante, já que neste mês foi fundada a primeira universidade do país.

### Problema dos refugiados
Havia um problema quanto ao assentamento dos refugiados armênios que chegavam ao país, que provocou distúrbios entre os habitantes de outras etnias. Existiam, no total, cerca de 300 000 refugiados de origem armênia do Império Otomano, descontentes e impacientes, sob a responsabilidade do governo.
No segundo inverno após a proclamação da república, o governo de Hovhannes Kachaznuni teve de encarar uma triste realidade: o governo recém-formado era agora responsável por quase meio milhão de pessoas, refugiados armênios no Cáucaso. Os 393 700 refugiados foram distribuídos desta maneira através do território:
| Distrito             | Erevã  | Astaraque | Akhta-Elenovka | Bas-Grani | Novo-Bayazit | Daralagiaz | Bash-Abaran | Valarsapate | Karakilisa | Dilijã |
| Número de refugiados | 75 000 | 30 000    | 22 000         | 15 000    | 38 000       | 36 000     | 35 000      | 70 000      | 16 000     | 13 000 |

Foi um inverno longo e severo. As massas de desabrigados, sem comida, roupas e remédios, teve que simplesmente suportar os elementos da natureza. Muitos que sobreviveram à exposição e à fome sucumbiram às doenças rampantes (Pandemia de Gripe Espanhola de 1918). O tifo também causou muitos estragos, devido ao seu efeito nas crianças.
As condições nas regiões adjacentes não eram melhores, até entre os não-refugiados. A estrutura governamental otomana e o exército russo já tinham se retirado da região, e o novo governo armênio não tinha nem o tempo nem os recursos para reconstruir a infra-estrutura. Um relatório do início de 1919 apontou que havia-se perdido as vidas de: 65% da população de Sardarabad, 40% da população de oito aldeias próximas a Valarsapate, e 25% da população de Ashtarak, e assim por diante.
Na primavera de 1919, a epidemia de tifo já tinha perdido seu ímpeto. O tempo melhorou, e o primeiro carregamento norte-americano de trigo chegou a Batum, com o exército britânico levando a carga até Erevã. Àquela altura, no entanto, cerca de 150 000 refugiados já tinham morrido, número que correspondia a cerca de 20% da população da república recém-criada.

### Guerra Turco-Armênia
A esta altura, os Revolucionários Turcos alegaram que a população etnicamente turca que vivia na RDA estaria sendo maltratada e oprimida pelos armênios. Em 20 de setembro de 1920, o general turco Kazım Karabekir mobilizou suas forças para dentro da Armênia Wilsoniana, até a fronteira turco-armênia pré-Sèvres. Como resposta, a RDA declarou guerra à Turquia em 24 de setembro, iniciando a Guerra Turco-Armênia. As forças armênias enfrentaram o general Karabekir nas regiões de Oltu, Sarecamixe, Carse e Alexandropol (Guiumri). Mustafa Kemal Atatürk enviou então diversas delegações a Moscou, em busca de uma aliança, o que se provou desastroso para os armênios.

## Fim da República, 1920
A Armênia cedeu às forças comunistas no fim da década de 1920. Em setembro de 1920, os revolucionários turcos alcançaram a capital. Um armistício foi concluído em 18 de novembro, e um tratado de paz - o Tratado de Alexandropol foi posto em prática em dezembro daquele ano.

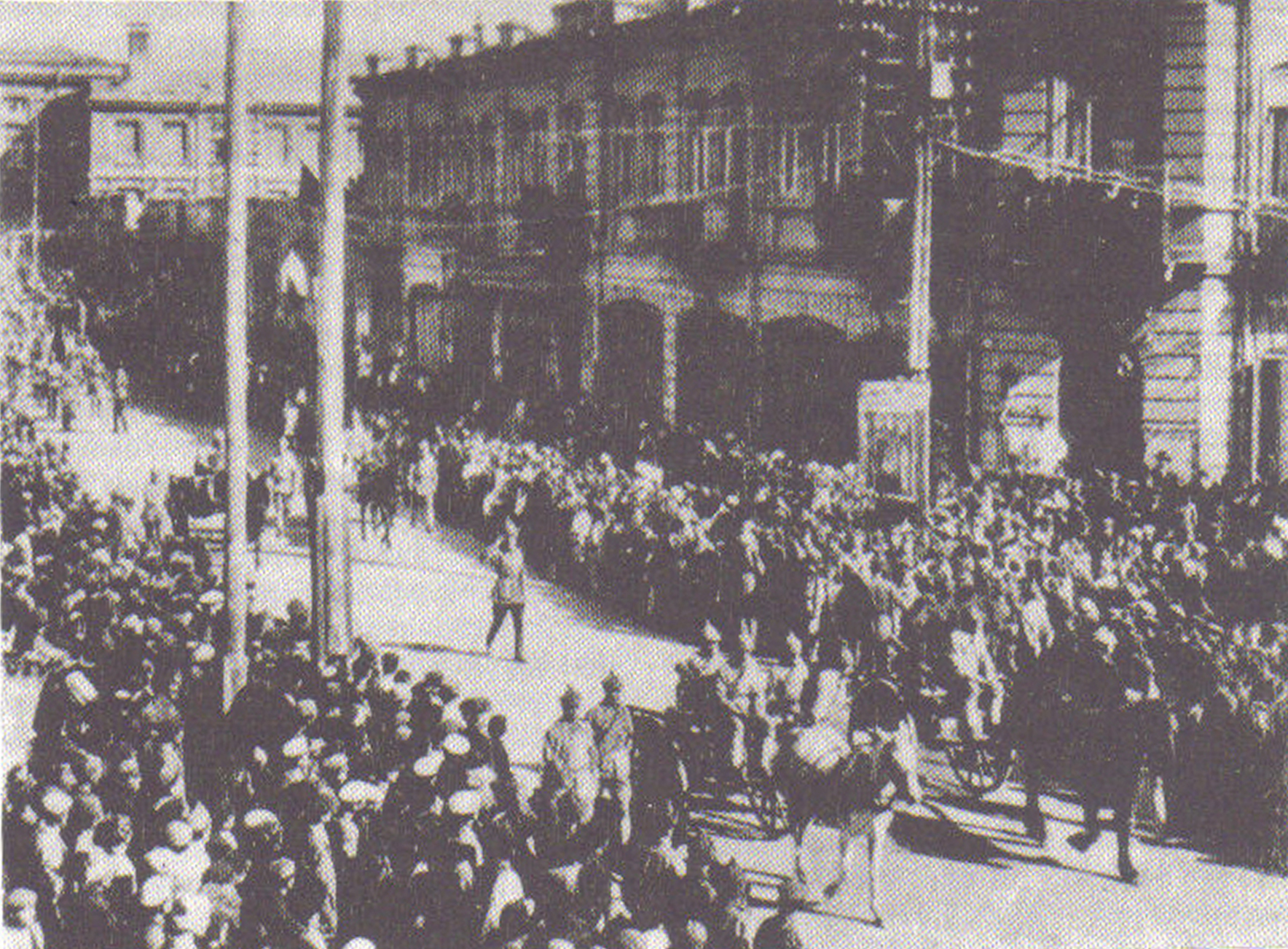
O 11º Exército Vermelho entra em Erevã em 1920, pondo um fim à República Democrática da Armênia

A invasão do 11º Exército Vermelho soviético começou no dia 29 de novembro. A transferência de poder em si ocorreu no dia 2 de dezembro, em Erevã. A liderança armênia aprovou um ultimato, apresentado pelo plenipotenciário soviético Boris Legran - um dos principais diplomatas russos no Cáucaso então. A Armênia decidiu se juntar à esfera de proteção soviética, na medida em que a Rússia soviética garantia proteger o seu território dos avanços do exército turco. Os soviéticos também asseguraram a tomada de medidas para a reconstrução do exército, a proteção dos armênios e a não-perseguição de opositores políticos do comunismo.
Quando, em 4 de dezembro de 1920, o Exército Vermelho entrou em Erevã, o governo da República Armênia interrompeu os seus trabalhos. No dia seguinte, o Comitê Revolucionário Armênio (Revkom, feito principalmente por armênios do Azerbaijão) também entraram na cidade. Finalmente, no dia 6 de dezembro, a temida polícia secreta de Félix Dzerjinsky, a Tcheka, entrou em Erevã, terminando efetivamente a existência da República Democrática da Armênia. O que restava da Armênia estava sob controle de um governo comunista; o Tratado de Carse deixou aos turcos o território que havia sido conquistada pelo seu exército. Logo, a República Socialista Soviética da Armênia foi proclamada, sob a liderança de Aleksandr Miasnikyan; acabaria, eventualmente, sendo incluída como parte da República Socialista Federativa Soviética Transcaucasiana.